# Hessentag 2015
Der Hessentag 2015 war der 55. Hessentag. Er fand vom 29. Mai bis zum 7. Juni in Hofgeismar statt, wo er zum zweiten Mal nach 1978 ausgerichtet wurde. Es wurden etwa 750.000 Besucher gezählt.

## Hessentagspaar
Das Hessentagspaar wurde von Rebecca Ross und Andreas Richhardt gebildet. Sie traten als „Dornröschen und der Prinz“ auf.

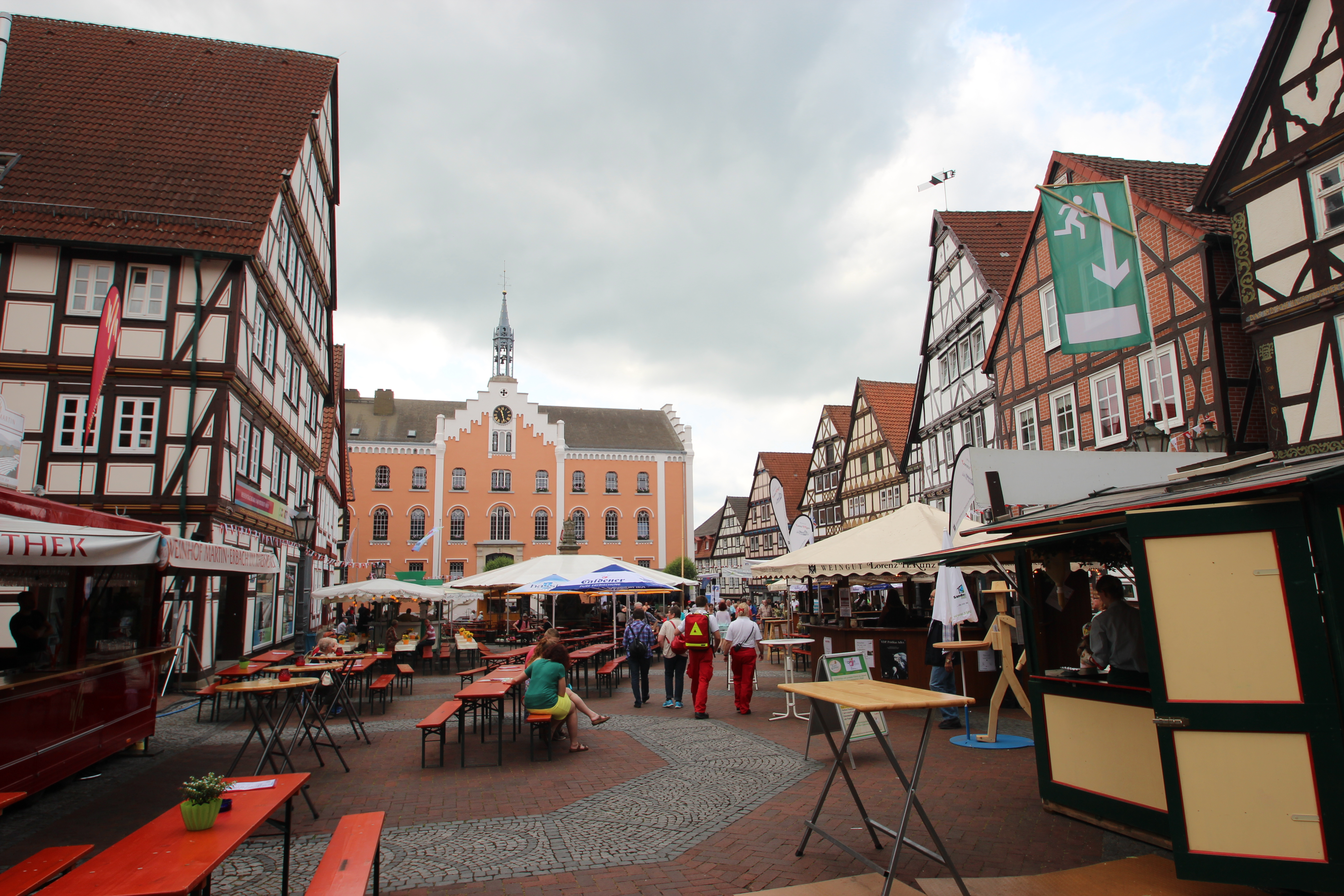
Marktplatz am Vormittag des 6. Juni

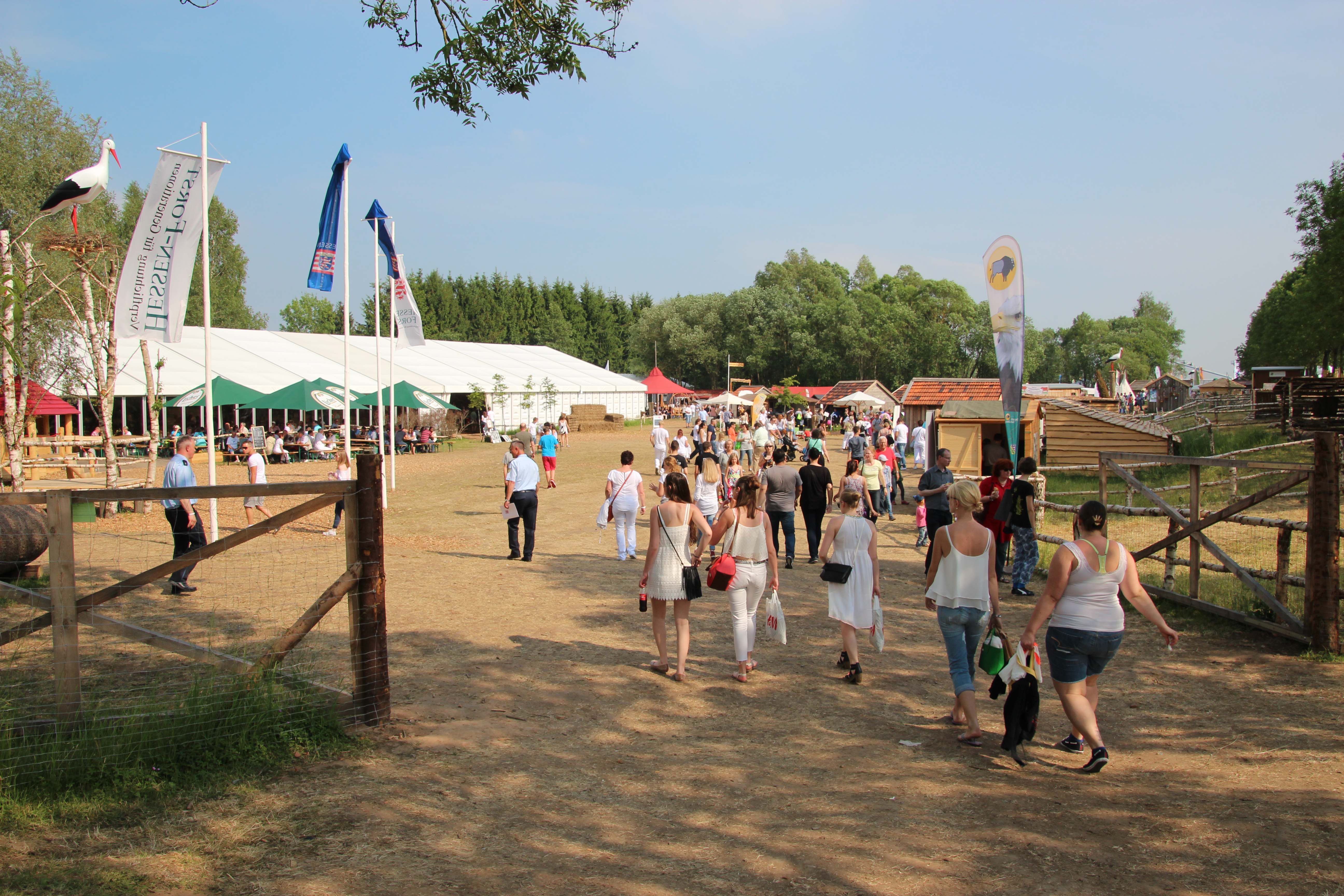
Sonderschau „Der Natur auf der Spur“

## Hessentagsradio
Das Hessentagsradio wurde vom Freien Radio Kassel und dem Verein Medienblitz betreut. Täglich wurde von 10 bis 18 Uhr mit Livesendungen, Interviews sowie Veranstaltungshinweisen und Informationen über und vom Hessentag berichtet.

## Konzerte und Veranstaltungen
Es wurden verschiedene Konzerte und Veranstaltungen geboten, wobei sich der Hessische Rundfunk als größter Veranstalter hervortat. Mitwirkende waren unter anderen Andrea Berg, Revolverheld, Herbert Grönemeyer, You FM Night mit Max Herre, Clueso, Kwabs und Joris, Kastelruther Spatzen, Max Mutzke und Laith Al-Deen mit der hr-Bigband, Badesalz, Manfred Mann’s Earth Band, Planet radio Night mit den DJs Philip George und Jan Leyk, Die Fantastischen Vier, Hubert von Goisern, die Rodgau Monotones, Hit Radio FFH Just White Party mit Bakermat, Mark Forster, The Disco Boys, Felix Jaehn, Lost Frequencies und Krystal Roxx. Die Konzerte mit dem größten Publikum waren die Just White Party mit 30.000 Besuchern, Die Fantastischen Vier und Andrea Berg mit je 8.000 Besuchern und Herbert Grönemeyer mit 12.000 Besuchern. Knapp 3.000 Teilnehmer hatte der etwa zwei Kilometer lange Festtagsumzug, der von über 100.000 Zuschauern verfolgt wurde.